# صعب ثنائي الشكل
صَعْب ثنائي الشكل (الاسم العلمي: Abaiba)، نوع من الخنافس المنتمية إلى فصيلة خنافس طويلة القرون. وهو النوع الوحيد في جنس الصَعْب.